# 케이틀린 스테이시
케이틀린 스테이시(Caitlin Stasey, 1990년 5월 1일 ~ )는 오스트레일리아의 배우, 가수이다. 《네이버스》(2005-09)의 레이철 킨스키 역으로 알려졌다.

## 출연 작품

### 영화
- 워 오브 투모로우 (2010)
- 에비던스 (2013, Evidence)
- 치어리더는 모두 죽는다 (2013)
- Lust for Love (2014)
- 미스터 추: 기발한 미국 유학기 (2014, Chu and Blossom)
- 프랑켄슈타인: 불멸의 영웅 (2014)
- All I Need (2016)
- 피어, 아이엔씨. (2016)
- 잠들지 못하는 로라 (2020, Laura Hasn't Slept) - 단편
- 스마일 (2022)

### 텔레비전
- 네이버스 (2005-09)
- 레인 (2013-15)
- 플리즈 라이크 미 (2013-16)
- APB (2017)
- 포 더 피플 (2018)